# Somodor, Somogy
Somodor  este un sat în districtul Kaposvár, județul Somogy, Ungaria, având o populație de 414 locuitori (2011). 

## Demografie
Componența etnică a satului Somodor
     Maghiari (93,03%)
     Romi (5,47%)
     Germani (1,49%)
Componența confesională a satului Somodor
     Romano-catolici (41,3%)
     Fără religie (21,98%)
     Luterani (3,38%)
     Reformați (2,66%)
     Atei (1,21%)
     Necunoscută (29,47%)
     Alte religii (1,21%)
Conform recensământului din 2011, satul Somodor avea 414 locuitori. Din punct de vedere etnic, majoritatea locuitorilor (93,03%) erau maghiari, existând și minorități de romi (5,47%) și germani (1,49%). Nu există o religie majoritară, locuitorii fiind romano-catolici (41,3%), persoane fără religie (21,98%), luterani (3,38%), reformați (2,66%) și atei (1,21%). Pentru 29,47% din locuitori nu este cunoscută apartenența confesională.